# Mata samopompująca
Mata samopompująca (inaczej: materac samopompujący) – samonapełniający się powietrzem elastyczny materac, przeznaczony do spania na ziemi. W różnych dziedzinach turystyki używany jest jako izolacja od podłoża, poprawiająca komfort snu. Maty samopompujące stanowią alternatywę dla karimat oraz dmuchanych materacy.

## Budowa i zasada działania
Matę samopompującą tworzy trwała, porowata pianka (najczęściej poliuretanowa) o otwartokomórkowej strukturze. Umieszczona jest w szczelnym pokrowcu wyposażonym w zawór, który umożliwia swobodny przepływ powietrza. Po otwarciu zaworu powietrze zaczyna wypełniać przestrzenie wewnątrz komórek, dzięki czemu mata się rozpręża. Kiedy ciśnienie na zewnątrz zrówna się z ciśnieniem wewnątrz materaca, proces napełniania się kończy. Po zamknięciu zaworu powietrze pozostaje w strukturze pianki, stając się izolatorem.

## Stopień izolacji cieplnej
Jednym z głównych parametrów podawanych przez producentów mat samopompujących jest opór cieplny, w przemyśle tekstylnym i budowniczym określany często miarą R-Value (z języka angielskiego - resistance). Jednostka ta oznacza szybkość, z jaką obiekt lub materiał powstrzymuje wymianę cieplną. Im wyższa jest ta wartość, tym lepszą zdolność do zatrzymywania posiada mata. Wpływa na to między innymi rodzaj zastosowanego materiału (jego współczynnik przewodnictwa cieplnego) oraz grubość materaca.

## Historia powstania
Pierwszą matę samopompującą opracował inżynier Jim Lea w 1971 roku. Po utracie pracy on i jego przyjaciel, Neil Anderson, szukali zajęcia. Zwrócili się więc o pomoc do znajomego wspinacza, Johna Burrougs'a. Ten podpowiedział im, by wymyślili lekki, wygodny materac, który zastąpiłby maty dotychczas używane w turystyce górskiej. Jim znalazł inspirację do projektu, gdy podczas pracy w ogrodzie klęczał na piankowej poduszce. Zaobserwował, że nacisk na nią powodował wydostawanie się powietrza. Przy zmniejszeniu nacisku pianka wracała do poprzedniego kształtu. Doświadczenie to wykorzystał wraz z Neilem Andersonem – podobną piankę wtopił między dwa kawałki materiału, używając starego opiekacza do kanapek. Dodał również zawór, tworząc w ten sposób prototyp maty samopompującej. Po wielu miesiącach testów złożyli wniosek o patent na swój wynalazek i zaczęli produkcję pierwszych materacy pod nazwą Therm-a-Rest.